# 亞當·恩格爾
亞當·崔佛·恩格爾（英語：Adam Trevor Engel，1991年12月9日—），為前美國職棒大聯盟的外野手，生涯曾效力於白襪與教士兩隊。2013年美國職棒大聯盟選秀，白襪隊在第19輪選進恩格爾。2017年，恩格爾登上大聯盟。

## 職業生涯

### 芝加哥白襪
2013年大聯盟選秀，白襪隊於第19輪選進恩格爾，並讓他從高階1A起步。2014年則是待在秋季聯盟，還一度打過澳職。
2016年，恩格爾在亞利桑納秋季聯盟的打擊率為4成03，拿下了聯盟MVP。球季結束後，白襪隊將恩格爾加入40人名單。
2017年5月27日，在3A的恩格爾登上大聯盟，在生涯第3個打席擊出大聯盟首安。這年他面對右投手的打擊率僅1成47，為全大聯盟最低。這年他的打擊率僅1成66，並有8次盜壘成功。
2018年，在全大聯盟的中外野手中，恩格爾的守備率是最低的，僅.981。該年他的打擊率為2成35，並有16次盜壘成功。
2020年，他繳出2成95的打擊率，並敲出3轟與12分打點。該年球隊打進季後賽，他在季後賽首打席順利開轟。2021年，他繳出2成52的打擊率，並敲出7轟與18分打點。2022年球季結束後，恩格爾成為自由球員。

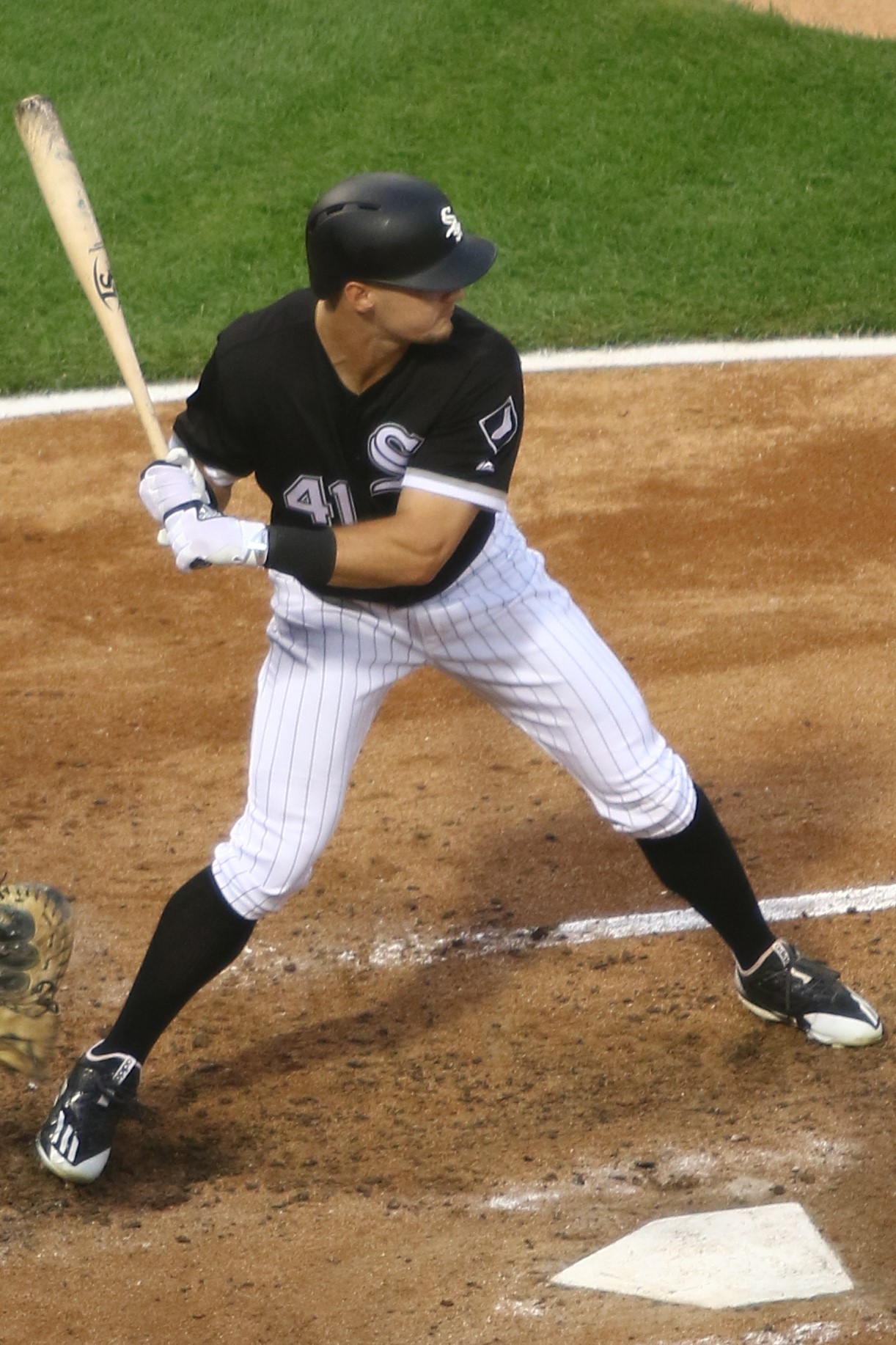
2017年的恩格爾

### 聖地牙哥教士
2023年1月6日，恩格爾與教士簽下1年合約。他在春訓就受傷錯過開季，直到5月初才回到大聯盟。整季他僅出賽5場比賽，6打數無安打。5月24日，他被教士釋出。

### 西雅圖水手
2023年5月30日，恩格爾加盟水手。他在3A繳出2成50打擊率，並敲出12轟與34分打點。球季結束後，他成為自由球員。同年他宣布退休，並開始經營健身房。

## 外部連結
- 球員資訊和成績在MLB ，ESPN ，Retrosheet ，Baseball Reference ，Baseball Reference (Minors) ，Fangraphs ，The Baseball Cube （英文）
- 亞當·恩格爾的X（前Twitter）